# Delphinium campylocentrum
Delphinium campylocentrum är en ranunkelväxtart som beskrevs av Carl Maximowicz. Delphinium campylocentrum ingår i släktet storriddarsporrar, och familjen ranunkelväxter. Inga underarter finns listade i Catalogue of Life.